# 三股駅
三股駅（みまたえき）は、宮崎県北諸県郡三股町大字樺山にある、九州旅客鉄道（JR九州）日豊本線の駅である。事務管コードは▲940510。
『みまたんえき』（方言で「三股の駅」を意味する）の愛称を持つ。

## 歴史
1913年（大正2年）にこの地域で日豊本線の測量が行われた際には、都城駅から山之口駅へ直行する経路が選択され、途中では前目を経由するものとなっていた。当時の郡会議員宮田盛儀と岩切信一の2名が、三股村中心部を経由することが有利であると運動を行い、鉄道当局を説得し上京して関係者と直接面会して説明するなど、村民からの熱心な運動が行われた。この結果三股経由に線路を迂回させることが決定され、地元の林業会社と村で折半する形で土地購入費2,000円を負担した。1914年（大正3年）2月11日に開業となり、これを記念して駅前広場には駅設置記念碑が建てられた。
1972年（昭和47年）、都城地区の貨物集約のために貨物扱い施設を拡充した。このときに、全国との貨物輸送の便宜上知名度の高い都城の名前を入れることになり、東都城駅と改称した。西都城駅付近の連続立体交差事業に伴い、西都城駅の貨物扱い施設を移転整備することになり、1977年（昭和52年）5月19日にコンテナ基地が整備された。ところが1984年（昭和59年）2月の貨物輸送大削減により一転して貨物扱いは廃止となり、コンテナ基地は都城駅に移転した。駅所在地の三股町では、駅名を元に戻すように運動を行い、貨物扱い廃止から2年後の1986年に三股の駅名に復した。

### 年表
- 1914年（大正3年）2月11日：開業[1][6]。
- 1950年（昭和25年）3月30日：駅舎改築完成[7]。
- 1972年（昭和47年）3月15日：東都城駅（ひがしみやこのじょうえき）に改称[1][6]。
- 1977年（昭和52年）5月19日：コンテナ基地整備[5]。
- 1984年（昭和59年）2月1日：貨物取扱廃止[6]。
- 1985年（昭和60年）3月14日：荷物扱い廃止[6]。駅員無配置駅となる[8]。
- 1986年（昭和61年）3月3日：三股駅（みまたえき）に再改称[1][6]。
- 1987年（昭和62年）4月1日：国鉄分割民営化により、九州旅客鉄道（JR九州）の駅となる[6]。
- 2009年（平成21年）4月4日：駅舎の改築が完了[1]。
- 2022年（令和4年）4月1日：宮崎支社の発足により、鹿児島支社から同支社へ移管[9]。
- 2023年（令和5年）3月10日：駅舎とプラットホームをつなぐ構内踏切とスロープが完成、バリアフリー化。[10]

## 駅構造
島式ホーム1面2線を有する地上駅。貨物設備の跡が残る。
無人駅となっている。1914年（大正3年）2月開業時からの古い木造駅舎があったが、駅舎を三股町が購入し、2008年（平成20年）末から2009年（平成21年）春にかけて徹底的に改築された。これにより日豊本線では南日向駅に続く2番目の自治体経営の駅となった。町運営のコミュニティバス『くいまーる』の事務所と、介護予防教室や健診も開催する多目的室が設置され、更に改築前にはなかった監視カメラと冷暖房が常備された。
当駅が都城地区の貨物集約駅であった頃には、駅前広場から見て右側の、後に物産館・商工会・駐車場などとなるスペースにコンテナ基地が、左側に車扱い貨物の扱い所、駅舎と反対側に砂利積み込み基地とプロパンガス積み替え施設の専用線が設けられていた。

### のりば
| のりば | 路線      | 方向 | 行先                 |
| ------ | --------- | ---- | -------------------- |
| 1      | ■日豊本線 | 下り | 都城・鹿児島中央方面 |
| 2      | ■日豊本線 | 上り | 南宮崎・宮崎方面     |

## 利用状況
近年の1日平均乗車人員は以下の通り。
| 年度   | 1日平均 乗車人員 |
| ------ | ---------------- |
| 1996年 | 217              |
| 1997年 | 217              |
| 1998年 | 206              |
| 1999年 | 213              |
| 2000年 | 199              |
| 2001年 | 231              |
| 2002年 | 226              |
| 2003年 | 252              |
| 2004年 | 247              |
| 2005年 | 232              |
| 2006年 | 223              |
| 2007年 | 232              |
| 2008年 | 71               |
| 2009年 | 256              |
| 2010年 | 237              |
| 2011年 | 234              |
| 2012年 | 258              |
| 2013年 | 279              |
| 2014年 | 277              |
| 2015年 | 260              |

## 駅周辺
- 三股町役場
- 三股町産業会館
- 三股町立三股小学校
- 三股郵便局
- 勝岡温泉
- 都城東高等学校

### バス路線
- JR三股駅前 - 駅前ロータリー内
  - 宮崎交通 - 南九州大学・市立図書館・都城駅・イオンモール都城駅前方面
  - 三股町コミュニティバス「くいまーる」（全路線）

## 隣の駅
九州旅客鉄道（JR九州）
■日豊本線
- 特急「きりしま」一部停車駅

餅原駅 - 三股駅 - 都城駅